# 일랑고 무타라이야르

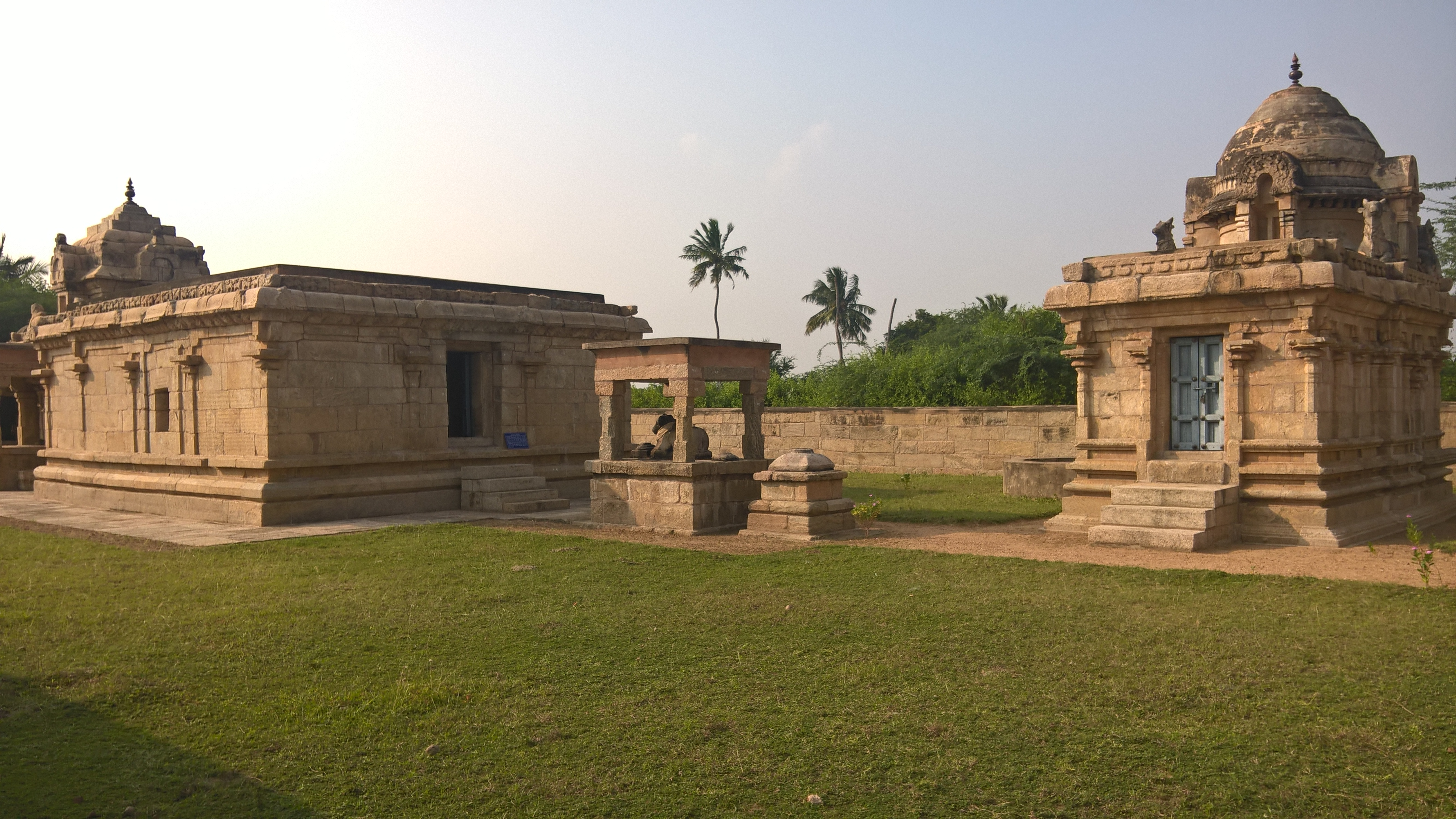
일랑고 무타라이야르가 지은 것으로 추정되는 우타마드하네스와라르 사원 - 케즈하타니얌

코 일랑고 무타라이야르 또는 비델비두구 일랑고바티 무타라이야르는 무타라이야르 왕조(610 AD-851 AD)의 마지막 통치자이다.

## 사원
비자얄라야 촐레스와람

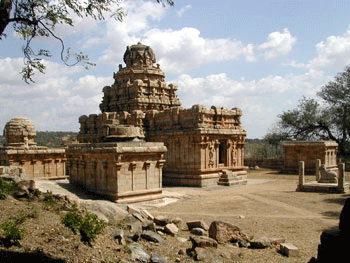
일랑고 무타라이야르가 서기 825년에 지은 비자얄라야 촐레스와람 사원

나르타말라이는 푸덕코타이-트리치 고속도로의 트리치에서 35킬로미터(22마일) 떨어져 있다. 이곳에서 일랑고 무타라이야르가 지은 가장 오래된 암석 사원 중 하나를 볼 수 있으며, 나중에 비자얄라야 촐라스와람으로 알려진 비자얄라야 촐라에 의해 재건되었다. 이 사원은 시바 신에게 헌정된 사원이다. 바위를 깎아 만든 동굴 두 개가 있는데, 그중 하나에는 비슈누의 실물 크기 조각상 12개가 있다. 이 사원은 인도 고고학 조사국에서 보호 기념물로 관리하고 있다.

### 케자타니암 사원
무타라이야르는 푸두코타이에서 약 29킬로미터(18마일) 떨어진 키자타니얌에 사원을 건설하는 일을 담당했다. 우타마다네스와라르로 알려진 이 사원은 시바 신에게 헌정된 사원이다. 